# Albiert Stromin
Albiert Robiertowicz Stromin-Strojew (ros. Альберт Робертович Стромин-Строев, właśc. Albrecht Heller, ur. 1902 w Lipsku, zm. 22 lutego 1939) – Niemiec, funkcjonariusz radzieckich organów bezpieczeństwa, major, szef Zarządu NKWD obwodu saratowskiego (1937-1938).

## Życiorys
W 1913 jego ojciec wraz z rodziną wyjechał z Niemiec i osiadł w guberni kurlandzkiej, po wybuchu I wojny światowej wysłany do Omska pod nadzór policji, w 1917 wraz z rodziną zamieszkał w Jekaterynosławiu; wstąpił do KP(b)U, zginął w 1919. Albrecht Heller uczył się zawodu typografa, do 1918 ukończył 5 klas szkoły prywatnej, od stycznia 1919 służył w Armii Czerwonej, od grudnia 1919 do marca 1920 w gubernialnym komitecie KP(b)U (członek RKP(b) od marca 1920 do marca 1922, później od czerwca 1926 członek WKP(b)). Od marca 1920 do marca 1924 w gubernialnej Czece/GPU w Jekaterynosławiu i Aleksandrowsku, od marca do maja 1924 kontroler II oddziału specjalnego Działu Tajno-Operacyjnego Pełnomocnego Przedstawicielstwa GPU w Leningradzkim Okręgu Wojskowym, od maja 1924 do kwietnia 1925 w wojskach pogranicznych OGPU. Od kwietnia 1925 do kwietnia 1935 pracował w wydziale tajno-politycznym Głównego Zarządu Bezpieczeństwa Państwowego/Zarządu Bezpieczeństwa Państwowego (UGB) NKWD Leningradu, Leningradzkiego Okręgu Wojskowego i obwodu leningradzkiego. Od 23 czerwca 1935 do 22 września 1936 szef Oddziału VI Wydziału Tajno-Politycznego Głównego Zarządu Bezpieczeństwa Państwowego, od 8 grudnia 1935 kapitan bezpieczeństwa państwowego, od września 1936 do kwietnia 1937 pomocnik szefa Zarządu NKWD obwodu swierdłowskiego, od 2 kwietnia do 19 czerwca 1937 pomocnik szefa Wydziału IV Głównego Zarządu Bezpieczeństwa Państwowego, od 28 kwietnia 1937 major bezpieczeństwa państwowego. Od 19 czerwca do 7 sierpnia 1937 zastępca szefa Wydziału IV Głównego Zarządu Bezpieczeństwa Państwowego, od 7 sierpnia 1937 do 14 grudnia 1938 szef Zarządu NKWD obwodu saratowskiego.
14 grudnia 1938 aresztowany, 22 lutego 1939 skazany na śmierć przez Wojskowe Kolegium Sądu Najwyższego ZSRR i rozstrzelany.

## Odznaczenia
- Order Lenina (22 lipca 1937)
- Medal jubileuszowy „XX lat Robotniczo-Chłopskiej Armii Czerwonej” (22 lutego 1938)
- Odznaka "Honorowy Pracownik Czeki/GPU (V)" (1929)